# 1693
Portal Geschichte | Portal Biografien | Aktuelle Ereignisse | Jahreskalender | Tagesartikel

◄ |
16. Jahrhundert |
17. Jahrhundert
| 18. Jahrhundert | ►

◄ |
1660er |
1670er |
1680er |
1690er
| 1700er | 1710er | 1720er | ►

◄◄ |
◄ |
1689 |
1690 |
1691 |
1692 |
1693
| 1694 | 1695 | 1696 | 1697 | ► | ►►
Staatsoberhäupter  · Nekrolog   · Musikjahr
| Januar | Januar | Januar | Januar | Januar | Januar | Januar | Januar |
| Kw     | Mo     | Di     | Mi     | Do     | Fr     | Sa     | So     |
| ------ | ------ | ------ | ------ | ------ | ------ | ------ | ------ |
| 1      |        |        |        | 1      | 2      | 3      | 4      |
| 2      | 5      | 6      | 7      | 8      | 9      | 10     | 11     |
| 3      | 12     | 13     | 14     | 15     | 16     | 17     | 18     |
| 4      | 19     | 20     | 21     | 22     | 23     | 24     | 25     |
| 5      | 26     | 27     | 28     | 29     | 30     | 31     |        |

| Februar | Februar | Februar | Februar | Februar | Februar | Februar | Februar |
| Kw      | Mo      | Di      | Mi      | Do      | Fr      | Sa      | So      |
| ------- | ------- | ------- | ------- | ------- | ------- | ------- | ------- |
| 5       |         |         |         |         |         |         | 1       |
| 6       | 2       | 3       | 4       | 5       | 6       | 7       | 8       |
| 7       | 9       | 10      | 11      | 12      | 13      | 14      | 15      |
| 8       | 16      | 17      | 18      | 19      | 20      | 21      | 22      |
| 9       | 23      | 24      | 25      | 26      | 27      | 28      |         |

| März | März | März | März | März | März | März | März |
| Kw   | Mo   | Di   | Mi   | Do   | Fr   | Sa   | So   |
| ---- | ---- | ---- | ---- | ---- | ---- | ---- | ---- |
| 9    |      |      |      |      |      |      | 1    |
| 10   | 2    | 3    | 4    | 5    | 6    | 7    | 8    |
| 11   | 9    | 10   | 11   | 12   | 13   | 14   | 15   |
| 12   | 16   | 17   | 18   | 19   | 20   | 21   | 22   |
| 13   | 23   | 24   | 25   | 26   | 27   | 28   | 29   |
| 14   | 30   | 31   |      |      |      |      |      |

| April | April | April | April | April | April | April | April |
| Kw    | Mo    | Di    | Mi    | Do    | Fr    | Sa    | So    |
| ----- | ----- | ----- | ----- | ----- | ----- | ----- | ----- |
| 14    |       |       | 1     | 2     | 3     | 4     | 5     |
| 15    | 6     | 7     | 8     | 9     | 10    | 11    | 12    |
| 16    | 13    | 14    | 15    | 16    | 17    | 18    | 19    |
| 17    | 20    | 21    | 22    | 23    | 24    | 25    | 26    |
| 18    | 27    | 28    | 29    | 30    |       |       |       |

| Mai | Mai | Mai | Mai | Mai | Mai | Mai | Mai |
| Kw  | Mo  | Di  | Mi  | Do  | Fr  | Sa  | So  |
| --- | --- | --- | --- | --- | --- | --- | --- |
| 18  |     |     |     |     | 1   | 2   | 3   |
| 19  | 4   | 5   | 6   | 7   | 8   | 9   | 10  |
| 20  | 11  | 12  | 13  | 14  | 15  | 16  | 17  |
| 21  | 18  | 19  | 20  | 21  | 22  | 23  | 24  |
| 22  | 25  | 26  | 27  | 28  | 29  | 30  | 31  |

| Juni | Juni | Juni | Juni | Juni | Juni | Juni | Juni |
| Kw   | Mo   | Di   | Mi   | Do   | Fr   | Sa   | So   |
| ---- | ---- | ---- | ---- | ---- | ---- | ---- | ---- |
| 23   | 1    | 2    | 3    | 4    | 5    | 6    | 7    |
| 24   | 8    | 9    | 10   | 11   | 12   | 13   | 14   |
| 25   | 15   | 16   | 17   | 18   | 19   | 20   | 21   |
| 26   | 22   | 23   | 24   | 25   | 26   | 27   | 28   |
| 27   | 29   | 30   |      |      |      |      |      |

| Juli | Juli | Juli | Juli | Juli | Juli | Juli | Juli |
| Kw   | Mo   | Di   | Mi   | Do   | Fr   | Sa   | So   |
| ---- | ---- | ---- | ---- | ---- | ---- | ---- | ---- |
| 27   |      |      | 1    | 2    | 3    | 4    | 5    |
| 28   | 6    | 7    | 8    | 9    | 10   | 11   | 12   |
| 29   | 13   | 14   | 15   | 16   | 17   | 18   | 19   |
| 30   | 20   | 21   | 22   | 23   | 24   | 25   | 26   |
| 31   | 27   | 28   | 29   | 30   | 31   |      |      |

| August | August | August | August | August | August | August | August |
| Kw     | Mo     | Di     | Mi     | Do     | Fr     | Sa     | So     |
| ------ | ------ | ------ | ------ | ------ | ------ | ------ | ------ |
| 31     |        |        |        |        |        | 1      | 2      |
| 32     | 3      | 4      | 5      | 6      | 7      | 8      | 9      |
| 33     | 10     | 11     | 12     | 13     | 14     | 15     | 16     |
| 34     | 17     | 18     | 19     | 20     | 21     | 22     | 23     |
| 35     | 24     | 25     | 26     | 27     | 28     | 29     | 30     |
| 36     | 31     |        |        |        |        |        |        |

| September | September | September | September | September | September | September | September |
| Kw        | Mo        | Di        | Mi        | Do        | Fr        | Sa        | So        |
| --------- | --------- | --------- | --------- | --------- | --------- | --------- | --------- |
| 36        |           | 1         | 2         | 3         | 4         | 5         | 6         |
| 37        | 7         | 8         | 9         | 10        | 11        | 12        | 13        |
| 38        | 14        | 15        | 16        | 17        | 18        | 19        | 20        |
| 39        | 21        | 22        | 23        | 24        | 25        | 26        | 27        |
| 40        | 28        | 29        | 30        |           |           |           |           |

| Oktober | Oktober | Oktober | Oktober | Oktober | Oktober | Oktober | Oktober |
| Kw      | Mo      | Di      | Mi      | Do      | Fr      | Sa      | So      |
| ------- | ------- | ------- | ------- | ------- | ------- | ------- | ------- |
| 40      |         |         |         | 1       | 2       | 3       | 4       |
| 41      | 5       | 6       | 7       | 8       | 9       | 10      | 11      |
| 42      | 12      | 13      | 14      | 15      | 16      | 17      | 18      |
| 43      | 19      | 20      | 21      | 22      | 23      | 24      | 25      |
| 44      | 26      | 27      | 28      | 29      | 30      | 31      |         |

| November | November | November | November | November | November | November | November |
| Kw       | Mo       | Di       | Mi       | Do       | Fr       | Sa       | So       |
| -------- | -------- | -------- | -------- | -------- | -------- | -------- | -------- |
| 44       |          |          |          |          |          |          | 1        |
| 45       | 2        | 3        | 4        | 5        | 6        | 7        | 8        |
| 46       | 9        | 10       | 11       | 12       | 13       | 14       | 15       |
| 47       | 16       | 17       | 18       | 19       | 20       | 21       | 22       |
| 48       | 23       | 24       | 25       | 26       | 27       | 28       | 29       |
| 49       | 30       |          |          |          |          |          |          |

| Dezember | Dezember | Dezember | Dezember | Dezember | Dezember | Dezember | Dezember |
| Kw       | Mo       | Di       | Mi       | Do       | Fr       | Sa       | So       |
| -------- | -------- | -------- | -------- | -------- | -------- | -------- | -------- |
| 49       |          | 1        | 2        | 3        | 4        | 5        | 6        |
| 50       | 7        | 8        | 9        | 10       | 11       | 12       | 13       |
| 51       | 14       | 15       | 16       | 17       | 18       | 19       | 20       |
| 52       | 21       | 22       | 23       | 24       | 25       | 26       | 27       |
| 53       | 28       | 29       | 30       | 31       |          |          |          |

| Januar | Januar | Januar | Januar | Januar | Januar | Januar | Januar |
| Kw     | Mo     | Di     | Mi     | Do     | Fr     | Sa     | So     |
| ------ | ------ | ------ | ------ | ------ | ------ | ------ | ------ |
| 1      |        |        |        | 1      | 2      | 3      | 4      |
| 2      | 5      | 6      | 7      | 8      | 9      | 10     | 11     |
| 3      | 12     | 13     | 14     | 15     | 16     | 17     | 18     |
| 4      | 19     | 20     | 21     | 22     | 23     | 24     | 25     |
| 5      | 26     | 27     | 28     | 29     | 30     | 31     |        |

| Februar | Februar | Februar | Februar | Februar | Februar | Februar | Februar |
| Kw      | Mo      | Di      | Mi      | Do      | Fr      | Sa      | So      |
| ------- | ------- | ------- | ------- | ------- | ------- | ------- | ------- |
| 5       |         |         |         |         |         |         | 1       |
| 6       | 2       | 3       | 4       | 5       | 6       | 7       | 8       |
| 7       | 9       | 10      | 11      | 12      | 13      | 14      | 15      |
| 8       | 16      | 17      | 18      | 19      | 20      | 21      | 22      |
| 9       | 23      | 24      | 25      | 26      | 27      | 28      |         |

| März | März | März | März | März | März | März | März |
| Kw   | Mo   | Di   | Mi   | Do   | Fr   | Sa   | So   |
| ---- | ---- | ---- | ---- | ---- | ---- | ---- | ---- |
| 9    |      |      |      |      |      |      | 1    |
| 10   | 2    | 3    | 4    | 5    | 6    | 7    | 8    |
| 11   | 9    | 10   | 11   | 12   | 13   | 14   | 15   |
| 12   | 16   | 17   | 18   | 19   | 20   | 21   | 22   |
| 13   | 23   | 24   | 25   | 26   | 27   | 28   | 29   |
| 14   | 30   | 31   |      |      |      |      |      |

| April | April | April | April | April | April | April | April |
| Kw    | Mo    | Di    | Mi    | Do    | Fr    | Sa    | So    |
| ----- | ----- | ----- | ----- | ----- | ----- | ----- | ----- |
| 14    |       |       | 1     | 2     | 3     | 4     | 5     |
| 15    | 6     | 7     | 8     | 9     | 10    | 11    | 12    |
| 16    | 13    | 14    | 15    | 16    | 17    | 18    | 19    |
| 17    | 20    | 21    | 22    | 23    | 24    | 25    | 26    |
| 18    | 27    | 28    | 29    | 30    |       |       |       |

| Mai | Mai | Mai | Mai | Mai | Mai | Mai | Mai |
| Kw  | Mo  | Di  | Mi  | Do  | Fr  | Sa  | So  |
| --- | --- | --- | --- | --- | --- | --- | --- |
| 18  |     |     |     |     | 1   | 2   | 3   |
| 19  | 4   | 5   | 6   | 7   | 8   | 9   | 10  |
| 20  | 11  | 12  | 13  | 14  | 15  | 16  | 17  |
| 21  | 18  | 19  | 20  | 21  | 22  | 23  | 24  |
| 22  | 25  | 26  | 27  | 28  | 29  | 30  | 31  |

| Juni | Juni | Juni | Juni | Juni | Juni | Juni | Juni |
| Kw   | Mo   | Di   | Mi   | Do   | Fr   | Sa   | So   |
| ---- | ---- | ---- | ---- | ---- | ---- | ---- | ---- |
| 23   | 1    | 2    | 3    | 4    | 5    | 6    | 7    |
| 24   | 8    | 9    | 10   | 11   | 12   | 13   | 14   |
| 25   | 15   | 16   | 17   | 18   | 19   | 20   | 21   |
| 26   | 22   | 23   | 24   | 25   | 26   | 27   | 28   |
| 27   | 29   | 30   |      |      |      |      |      |

| Juli | Juli | Juli | Juli | Juli | Juli | Juli | Juli |
| Kw   | Mo   | Di   | Mi   | Do   | Fr   | Sa   | So   |
| ---- | ---- | ---- | ---- | ---- | ---- | ---- | ---- |
| 27   |      |      | 1    | 2    | 3    | 4    | 5    |
| 28   | 6    | 7    | 8    | 9    | 10   | 11   | 12   |
| 29   | 13   | 14   | 15   | 16   | 17   | 18   | 19   |
| 30   | 20   | 21   | 22   | 23   | 24   | 25   | 26   |
| 31   | 27   | 28   | 29   | 30   | 31   |      |      |

| August | August | August | August | August | August | August | August |
| Kw     | Mo     | Di     | Mi     | Do     | Fr     | Sa     | So     |
| ------ | ------ | ------ | ------ | ------ | ------ | ------ | ------ |
| 31     |        |        |        |        |        | 1      | 2      |
| 32     | 3      | 4      | 5      | 6      | 7      | 8      | 9      |
| 33     | 10     | 11     | 12     | 13     | 14     | 15     | 16     |
| 34     | 17     | 18     | 19     | 20     | 21     | 22     | 23     |
| 35     | 24     | 25     | 26     | 27     | 28     | 29     | 30     |
| 36     | 31     |        |        |        |        |        |        |

| September | September | September | September | September | September | September | September |
| Kw        | Mo        | Di        | Mi        | Do        | Fr        | Sa        | So        |
| --------- | --------- | --------- | --------- | --------- | --------- | --------- | --------- |
| 36        |           | 1         | 2         | 3         | 4         | 5         | 6         |
| 37        | 7         | 8         | 9         | 10        | 11        | 12        | 13        |
| 38        | 14        | 15        | 16        | 17        | 18        | 19        | 20        |
| 39        | 21        | 22        | 23        | 24        | 25        | 26        | 27        |
| 40        | 28        | 29        | 30        |           |           |           |           |

| Oktober | Oktober | Oktober | Oktober | Oktober | Oktober | Oktober | Oktober |
| Kw      | Mo      | Di      | Mi      | Do      | Fr      | Sa      | So      |
| ------- | ------- | ------- | ------- | ------- | ------- | ------- | ------- |
| 40      |         |         |         | 1       | 2       | 3       | 4       |
| 41      | 5       | 6       | 7       | 8       | 9       | 10      | 11      |
| 42      | 12      | 13      | 14      | 15      | 16      | 17      | 18      |
| 43      | 19      | 20      | 21      | 22      | 23      | 24      | 25      |
| 44      | 26      | 27      | 28      | 29      | 30      | 31      |         |

| November | November | November | November | November | November | November | November |
| Kw       | Mo       | Di       | Mi       | Do       | Fr       | Sa       | So       |
| -------- | -------- | -------- | -------- | -------- | -------- | -------- | -------- |
| 44       |          |          |          |          |          |          | 1        |
| 45       | 2        | 3        | 4        | 5        | 6        | 7        | 8        |
| 46       | 9        | 10       | 11       | 12       | 13       | 14       | 15       |
| 47       | 16       | 17       | 18       | 19       | 20       | 21       | 22       |
| 48       | 23       | 24       | 25       | 26       | 27       | 28       | 29       |
| 49       | 30       |          |          |          |          |          |          |

| Dezember | Dezember | Dezember | Dezember | Dezember | Dezember | Dezember | Dezember |
| Kw       | Mo       | Di       | Mi       | Do       | Fr       | Sa       | So       |
| -------- | -------- | -------- | -------- | -------- | -------- | -------- | -------- |
| 49       |          | 1        | 2        | 3        | 4        | 5        | 6        |
| 50       | 7        | 8        | 9        | 10       | 11       | 12       | 13       |
| 51       | 14       | 15       | 16       | 17       | 18       | 19       | 20       |
| 52       | 21       | 22       | 23       | 24       | 25       | 26       | 27       |
| 53       | 28       | 29       | 30       | 31       |          |          |          |

## Ereignisse

### Politik und Weltgeschehen

#### Pfälzischer Erbfolgekrieg
- 22. Mai: Im Pfälzischen Erbfolgekrieg wird die Stadt Heidelberg von französischen Truppen genommen. Tags darauf ergibt sich auch die Besatzung des Heidelberger Schlosses. Die Franzosen verwüsten die Stadt und die Kurpfalz. Das Schloss wird in Brand gesetzt und teilweise gesprengt.
- 27. Juni: Eine französische Flotte unter Admiral Tourville erringt in der Seeschlacht bei Lagos einen Sieg über eine englisch-niederländische Flotte bei der portugiesischen Hafenstadt Lagos.
- 29. Juli: In der Schlacht von Neerwinden kämpfen ca. 80.000 Mann französische Truppen unter Marschall François-Henri de Montmorency-Luxembourg gegen ca. 50.000 Mann niederländisch-englische Truppen unter dem englischen König Wilhelm III. Die Franzosen erringen nur geringe Vorteile.
- 4. Oktober: Im Pfälzischen Erbfolgekrieg siegen die Franzosen auf dem italienischen Kriegsschauplatz in der Schlacht bei Marsaglia, wo sie verbündeten kaiserlichen und piemontesischen Truppen gegenüberstehen.
- Das Reichskammergericht übersiedelt auf Grund der Kriegswirren von Speyer nach Wetzlar.

#### Weitere Ereignisse in Europa
- 9. Oktober: Der Hamburger Vergleich zwischen Dänemark und dem Fürstentum Lüneburg beendet die Auseinandersetzungen um die im Zuge der Besitzergreifung des Herzogtums Sachsen-Lauenburg durch den Herzog von Braunschweig-Lüneburg vorgenommene Befestigung der Stadt Ratzeburg. Der dänische König Christian V. hat diese als eine gegen die dänischen Interessen in Holstein gerichtete Provokation angesehen und die Stadt 1693 belagert und weitgehend zerstört.

### Wirtschaft
- 27. Februar: Unter dem Titel The Ladies’ Mercury erscheint die erste Frauenzeitschrift der Welt in London. Wenige Wochen später erleidet die vom Buchhändler John Dunton initiierte Zeitschrift ihr Aus.

### Kultur

#### Architektur und Bildende Kunst

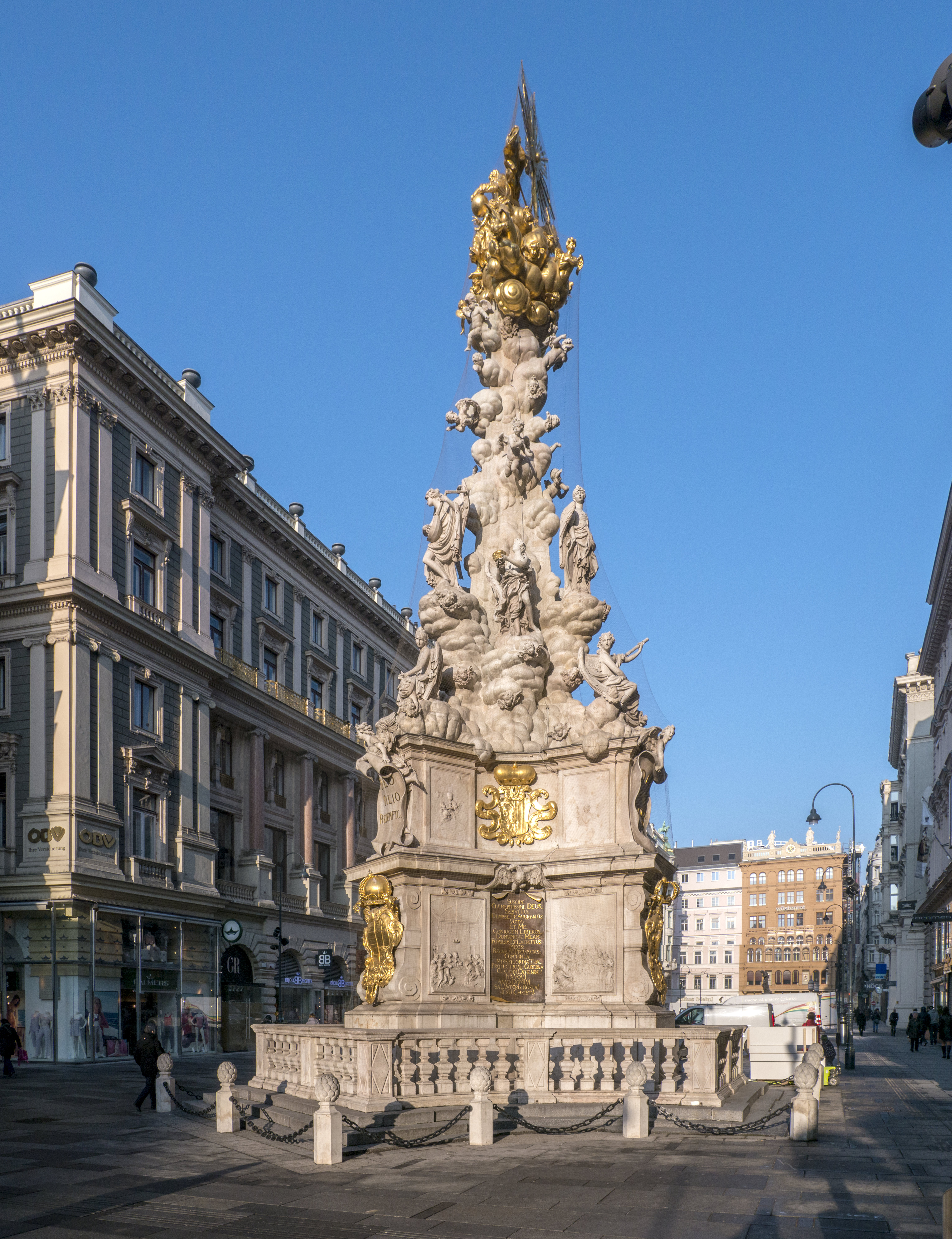
Die Pestsäule am Graben

Die nach 14-jähriger Arbeit unter der Projektleitung von Paul Strudel fertiggestellte Wiener Pestsäule wird geweiht. Sie erinnert an die Pestepidemie von 1679 in Wien.

#### Musik und Theater
- 8. Mai: Die in nur vier Monaten durch Girolamo Sartorio errichtete Oper am Brühl, das erste Leipziger Opernhaus, wird in Anwesenheit von Kurfürst Johann Georg IV. mit der Oper Alceste von Hofkapellmeister Nicolaus Adam Strungk feierlich eröffnet. Der deutsche Text nach Aurelio Aureli stammt von Paul Thymich.
- 4. Dezember: Die  Oper Médée (H 491) von Marc-Antoine Charpentier nach einem Libretto von Thomas Corneille hat ihre Uraufführung im Palais-Royale in Paris. Obwohl das Stück gut angenommen, mehrmals wiederholt und im Mercure galant wohlwollend besprochen wird, ist ihm kein weiterer Erfolg beschieden, wofür wahrscheinlich die scharfe Kritik durch die Anhänger Jean-Baptiste Lullys verantwortlich ist.

### Gesellschaft
In der Londoner St. James Street gründet Francis White ein Chocolate House, den späteren White’s Club.

### Katastrophen
- 9./11. Januar: Schwere Erdbeben erschüttern die Insel Sizilien, Italien, etwa 60.000 Tote.
- 7. Juni: Teile der osmanischen Hauptstadt Istanbul fallen einem Brand zum Opfer.
- Winter 1693/1694: In Frankreich kostet der extrem kalte Winter Hunderttausende von Menschen das Leben.
- 1692–1694: In Italien, Frankreich und dem Südwesten Deutschlands grassieren verschiedene Epidemien, wie Ruhr, Typhus, Grippe und andere Fiebererkrankungen.

## Geboren

### Erstes Halbjahr
- 01. Januar: Johann Philipp Crollius, deutscher Pädagoge und Historiker († 1767)
- 19. Januar: Hyacinthe Collin de Vermont, französischer Maler († 1761)
- 20. Januar: Carlo Francesco Durini, italienischer Kardinal der Römischen Kirche († 1769)
- 23. Januar: Georg Bernhard Bilfinger, württembergischer Philosoph, Baumeister, Mathematiker und Theologe († 1750)
- 26. Januar: Beat Holzhalb, Schweizer Pietist († 1757)
- 07. Februar: Anna, Zarin von Russland († 1740)
- 09. Februar: Johann Ludwig Konrad Allendorf, deutscher Pädagoge, lutherischer Pfarrer und Dichter von Kirchenliedern († 1773)
- 24. Februar: Andreas Georg Wähner, deutscher Orientalist († 1762)
- 03. März: James Bradley, englischer Astronom († 1762)
- 05. März: Johann Philipp Seuffert, deutscher Orgelbauer († 1780)
- 07. März: Carlo della Torre Rezzonico, unter dem Namen Clemens XIII. Papst von 1758 bis 1769 († 1769)
- 16. März: Johann Engelhard Steuber, deutscher lutherischer Theologe († 1747)
- 17. März: Elisabeth Auguste Sofie von der Pfalz, Kurfürstin von der Pfalz († 1728)
- 20. März: Friedrich Wilhelm von Borcke, Geheimrat und Minister in Brandenburg-Preußen und Hessen-Kassel († 1769)
- 24. März: Pierre-Gabriel Buffardin, französischer Flötist († 1768)
- 24. März: Campegius Vitringa der Jüngere, niederländischer reformierter Theologe († 1723)
- 31. März: Elisabeth Albertine von Anhalt-Bernburg, Fürstin von Schwarzburg-Sondershausen († 1774)
- 01. April: Melusina von der Schulenburg, Countess of Walsingham, deutsch-englische Adelige († 1778)
- 03. April: John Harrison, englischer Uhrmacher und Erfinder des Schiffschronographen († 1776)
- 16. April: Anna Sophie von Reventlow, Gemahlin des dänischen Königs († 1743)
- 29. April: Asmus Ehrenreich von Bredow, preußischer Generalleutnant und Gouverneur von Kolberg  († 1756)
- 30. April: Giuseppe Maria Feroni, italienischer Geistlicher und Kardinal der Römischen Kirche († 1767)
- 17. Mai: Georg Sigismund Caspari, deutscher Orgelbauer († 1741)
- 22. Mai: Johann Salomon Brunnquell, deutscher Rechtswissenschaftler († 1735)
- 24. Mai: Georg Raphael Donner, österreichischer Bildhauer († 1741)
- 31. Mai: Bartolomeo Nazari, italienischer Maler († 1758)
- 02. Juni: Alexei Petrowitsch Bestuschew-Rjumin, russischer Feldmarschall und Reichskanzler († 1766)
- 02. Juni: Johann Ernst Rentzsch (der Jüngere), deutscher Maler († 1767)
- 05. Juni: Heinrich Martin Thümmig, deutscher evangelischer Theologe († 1778)
- 07. Juni: Siegmund Jakob Apinus, deutscher Philologe und Pädagoge († 1732)
- 09. Juni: Bernd Siegmund von Blankensee, königlich-preußischer Generalmajor, Träger des Pour le Mérite († 1757)

### Zweites Halbjahr
- 04. Juli: Valentin Johann Beselin, deutscher Jurist und Erster Bürgermeister von Rostock († 1755)
- 21. Juli: Thomas Pelham-Holles, 1. Duke of Newcastle-upon-Tyne, britischer Politiker und Premierminister († 1768)
- 000Juli: Bampfylde Moore Carew, britischer Betrüger und Volksheld († 1759)
- 02. August: Johann Georg Zierenberg, Stadtvogt im Herzogtum Bremen († 1736)
- 08. August: Laurent Belissen, französischer Komponist des Spätbarock († 1762)
- 09. August: Sophie Wilhelmine von Sachsen-Coburg-Saalfeld, Fürstin von Schwarzburg-Rudolstadt († 1727)
- 07. September: Viktor I. Amadeus Adolf, Fürst von Anhalt-Bernburg-Schaumburg-Hoym († 1772)
- 16. August: Christian Ernst Endter, Arzt und Schriftsteller in Hamburg und Altona († 1775)
- 13. September: Joseph Emanuel Fischer von Erlach, österreichischer Architekt († 1742)
- 25. September: Johann Caspar Delius, Gründer der gleichnamigen Unternehmerdynastie in Bielefeld († 1756)
- 01. Oktober: Adam Rudolf Solger, deutscher evangelischer Geistlicher und Bibliothekar († 1770)
- 03. Oktober: Hermann Post, deutscher Jurist und der erste hauptamtliche bremische Staatsarchivar († 1762)
- 05. Oktober: Johann Christian Buxbaum, deutscher Botaniker († 1730)
- 08. Oktober: Gottfried Anshelm von Lindenau, Rittergutsbesitzer († 1749)
- 09. Oktober: Christian Hauschild, deutscher evangelischer Theologe († 1759)
- 11. Oktober: Friedrich Carl zu Stolberg-Gedern, Regent der Herrschaft Gedern († 1767)
- 15. Oktober: Franz Caspar Schnitger, niederländischer Orgelbauer († 1729)
- 24. Oktober: Hans Moritz von Brühl, Wirklicher Geheimer Rat, General der Kavallerie und Statthalter der Deutschordensballei Thüringen († 1755)
- 29. Oktober: Christian Gottlieb Buder, deutscher Jurist, Historiker und Bibliothekar († 1763)
- 10. November: Roland-Michel Barrin de La Galissonière, französischer Seeoffizier, Gouverneur von Neufrankreich und Förderer der naturwissenschaftlichen Forschung († 1756)
- 24. November: Johann Gottfried Lessing, deutscher lutherischer Theologe († 1770)
- 03. Dezember: Claus von Reventlow, dänisch-deutscher Jurist, Präsident des Højesteret und Domherr in Lübeck († 1758)
- 11. Dezember: Johann Wolfgang Textor, deutscher Reichs-, Stadt- und Gerichtschultheiß († 1771)
- 30. Dezember: Quirin Weber, deutscher Orgelbauer († 1751)

### Genaues Geburtsdatum unbekannt
- Christian Albrecht von Ahlefeldt, deutscher Kammerjunker und Obrist unter Karl XII. von Schweden († 1755)
- Ralph Allen, britischer Unternehmer († 1764)
- Franz Andreas von Borcke, königlich-preußischer Generalleutnant († 1766)
- Cartouche, französischer Räuber, Mörder und Bandenchef († 1721)
- Johann Georg Etgens, mährischer Barockmaler und Freskant († 1757)
- Josef Ferdinand Fromiller, österreichischer Maler († 1760)
- Charles Gough, englischer Seefahrer († 1774)
- Johannes Harpprecht, württembergischer Jurist († 1750)
- Ahmad ibn Said, Imam Omans und Begründer der Said-Dynastie († 1783)
- Friedrich Wilhelm von Salmuth, preußischer Generalmajor († 1763)
- Martin Schipani, deutscher Uhrmachermeister († 1759)

## Gestorben

### Todesdatum gesichert
- 06. Januar: Mehmed IV., Sultan des Osmanischen Reiches (* 1642)
- 08. Januar: Jan Andrzej Morsztyn, polnischer Adliger, Politiker und Dichter (* 1621)
- 17. Januar: Giovanni Battista Ruoppolo, italienischer Maler (* 1629)
- 08. Februar: Stephan Pilarick, ungarischer Philosoph, ev.-luth. Geistlicher und Theologe (* 1615)
- 13. Februar: Johann Caspar Kerll, deutscher Organist, Cembalist und Komponist (* 1627)
- 15. Februar: Emilie von Hessen-Kassel, Fürstin von Tarent und Talmont (* 1626)
- 15. Februar: Christian von Klengel, deutscher Hochschullehrer und Jurist (* 1629)
- 22. Februar: Henrik Horn, schwedischer Feldmarschall und Generalgouverneur von Bremen und Verden (* 1618)
- 01. März: Niccolò Codazzi, italienischer Quadratur- und Vedutenmaler (* 1642 oder 1648)
- 16. März: Martin Weise, deutscher Mediziner (* 1605)
- 31. März: Jiři Melcl, tschechischer Komponist (* 1624)
- 05. April: Anne Marie Louise d’Orléans, La Grande Mademoiselle, Nichte Ludwigs XIII., Herzogin von Montpensier (* 1627)
- 05. April: Christian Scriver, deutscher Theologe des 17. Jh. und Kirchenliederdichter (* 1629)
- 09. April: Roger de Bussy-Rabutin, französischer General und Schriftsteller (* 1618)
- 17. April: Rutger von Ascheberg, deutsch-baltischer Feldmarschall (* 1621)
- 17. April: Xaver Jakub Ticin SJ, sorbischer Sprachwissenschaftler und Theologe (* 1656)
- 20. April: Claudio Coello, spanischer Maler (* 1642)
- 30. April: Johann Georg Rudolphi, deutscher Maler (* 1633)
- 02. Mai: Ernst I., Landgraf von Hessen-Rheinfels-Rotenburg (* 1623)
- 25. Mai: Marie-Madeleine de La Fayette, französische Schriftstellerin (* 1634)
- 03. Juni: Camille de Neufville de Villeroy, Erzbischof von Lyon (* 1606)
- 18. Juni: Johann Heinrich von Anethan, deutscher Generalvikar und Weihbischof (* 1628)
- 30. Juni: Christina zu Mecklenburg, Äbtissin des Stiftes Gandersheim (* 1639)
- 26. Juli: Ulrike Eleonore von Dänemark und Norwegen, Königin von Schweden (* 1656)
- 31. Juli: Willem Kalf, niederländischer Maler (* 1619)
- 07. August: Johann Georg II., regierender Fürst zu Anhalt-Dessau (* 1627)
- 25. August: Johann Christoph Bach d. Ä., Hofmusiker, Zwillingsbruder von Johann Ambrosius Bach, dem Vater Johann Sebastian Bachs (* 1645)
- 06. September: Odoardo II. Farnese, Sohn und Erbe des Herzogs Ranuccio II. Farnese von Parma und Piacenza (* 1666)
- 09. September: Lionel Copley, englischer Kolonialgouverneur von Maryland (* 1648)
- 19. September: Johann Weichard Valvasor, slowenischer Topograph und Historiker (* 1641)
- 09. Oktober: Marquard Sebastian Schenk von Stauffenberg, Fürstbischof und Domherr von Bamberg, Würzburg und Augsburg (* 1644)
- 17. Oktober: Karl von Schomberg, deutschstämmiger General im Dienst verschiedener Herren (* 1645)
- 25. Oktober: Theodor Heinrich von Strattmann, deutscher Diplomat und Reichskanzler unter Leopold I. (* 1637)
- 26. Oktober: Coenraad van Beuningen, Regent von Amsterdam (* 1622)
- 01. November: Johannes Koch von Gailenbach, Augsburger Patrizier, Oberkirchenpfleger und Geheimer Rat (* 1614)
- 02. November: Theodor Kerckring, niederländischer Anatom und Alchemist (*  1638)
- 09. November: Cornelis Ryckwaert, niederländischer Baumeister
- 12. November: Maria van Oosterwijk, niederländische Barockmalerin (* 1630)
- 23. November: Job Adriaenszoon Berckheyde, niederländischer Maler (* 1630)
- 12. Dezember: Anna Magdalena von Pfalz-Birkenfeld-Bischweiler, deutsche Adelige (* 1640)
- 16. Dezember: Willem van de Velde der Ältere, niederländischer Maler (* um 1611)
- 22. Dezember: Elisabeth Hevelius, Danziger Astronomin (* 1647)

### Genaues Todesdatum unbekannt
- Otto von Ahlefeldt, deutscher Offizier und Gutsherr von Fresenburg (* 1620)
- Constantin Cantemir, Fürst von Moldau (* 1612)
- Elias Tillandz, finnischer Botaniker (* 1640)